# Carol Hughes
Carol Hughes, pseudonimo di Catherine Hukill (Chicago, 17 gennaio 1910 – Burbank, 8 agosto 1995), è stata un'attrice statunitense.

## Biografia
Imparò a cantare e a ballare esibendosi già adolescente in piccole compagnie di rivista. Con il nome di Kay Hughes fece poi coppia con Frank Faylen, che sposò nel 1928. Nel 1935 si trasferirono a Hollywood sperando di sfondare nel mondo del cinema e quell'anno ottennero i loro primi piccoli ruoli. Sotto contratto con la Warner Bros. con il nome di Carol Hughes, recitò una decina di film, da Mogli di lusso (1936), con Bette Davis, a Ready, Willing and Able (1937). Lasciata la Warner, nel 1937 ebbe parti di protagonista in Meet the Boy Friend, ne I falsari e in The Westland Case.
Dal 1938 passò al genere western, apparendo con Gene Autry in Gold Mine in the Sky e in Man from Music Mountain, mentre nel 1940 fu la protagonista del serial fantascientifico Flash Gordon - Il conquistatore dell'universo. Nel dopoguerra tornò al western con Roy Rogers e Tim Holt rispettivamente in Home in Oklahoma (1946) e in Stagecoach Kid (1949), per concludere la carriera con una piccola parte in Scaramouche (1952).
Carol e Frank Faylen ebbero due figlie, Catherine (1931) e Carol (1938), che furono attrici di scarso successo. Faylen morì nel 1985 e Carol Hughes dieci anni dopo. Sono sepolti vicini nel San Fernando Mission Cemetery di Los Angeles. 

## Filmografia parziale

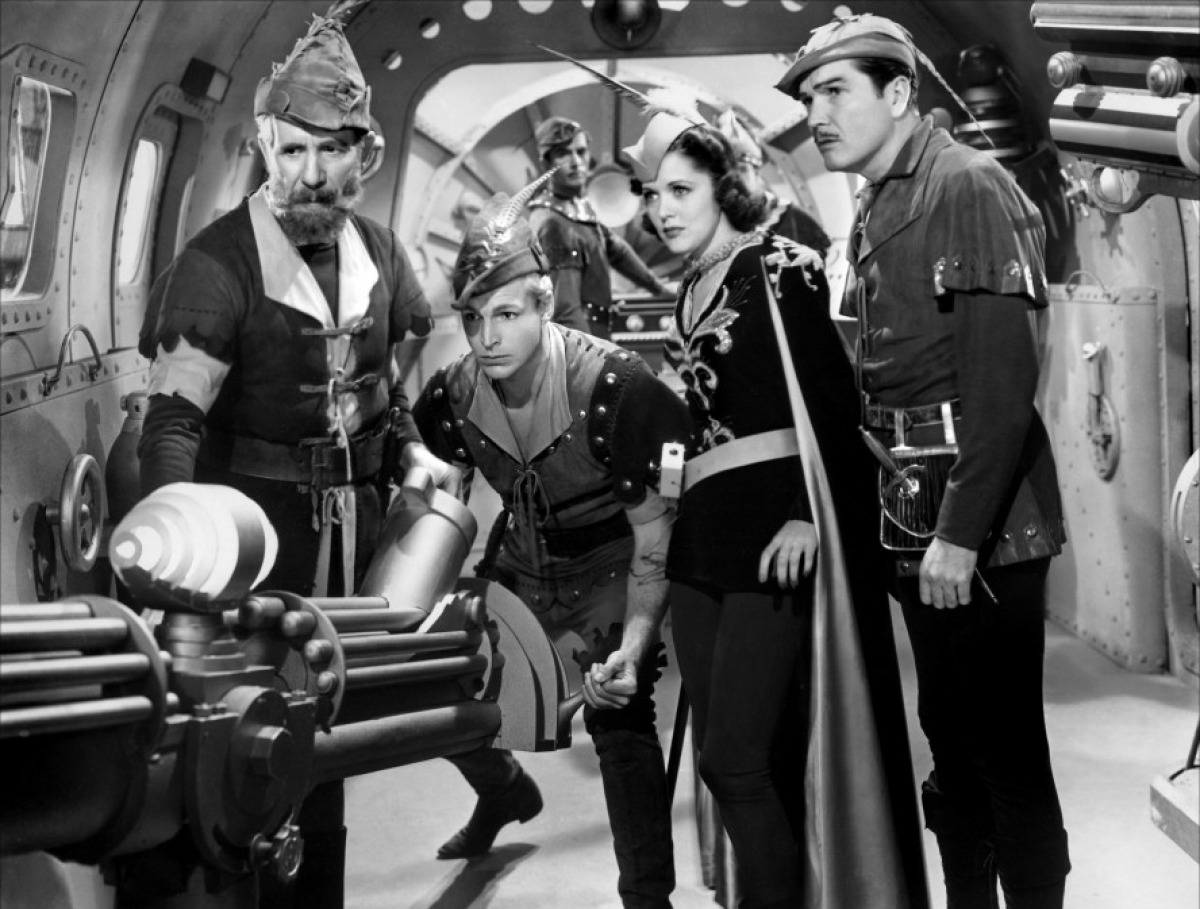
In Flash Gordon, con Frank Shannon, Buster Crabbe e Roland Drew

- George White's 1935 Scandals, regia di George White e, non accreditati, Harry Lachman, James Tinling  (1935)
- Mogli di lusso (The Golden Arrow), regia di Alfred E. Green (1936)
- L'irresistibile (Earthworm Tractors), regia di Raymond Enright (Ray Enright) (1936)
- Meet the Boy Friend, regia di Ralph Staub (1937)
- I falsari (Renfrew of the Royal Mounted), regia di Albert Herman (1937)
- The Westland Case, regia di Christy Cabanne (1937)
- Gold Mine in the Sky, regia di Joseph Kane (1938)
- Man from Music Mountain (1938)
- Under Western Stars, regia di Joseph Kane (1938)
- Flash Gordon - Il conquistatore dell'universo (Flash Gordon Conquers the Universe), regia di Ford Beebe e Ray Taylor (1940)
- The Border Legion, regia di Joseph Kane (1940)
- Scattergood Baines, regia di Christy Cabanne (1941)
- Il segreto del p 22 (Emergency Landing), regia di William Beaudine (1941)
- I pirati del cielo (1941)
- Under Fiesta Stars, regia di Frank McDonald (1941)
- Top Sergeant Mulligan, regia di Jean Yarbrough (1941)
- Quarta ripresa (The Miracle Kid), regia di William Beaudine (1941)
- I predoni della jungla (1945)
- La mischia dei forti (Joe Palooka, Champ), regia di Reginald Le Borg (1946)
- Due ore ancora (D.O.A.), regia di Rudolph Maté (1950)
- Scaramouche, regia di George Sidney (1952)